# Jamal Mashburn
Jamal Mashburn (* 29. November 1972 in New York City, New York) ist ein ehemaliger US-amerikanischer Basketballspieler, der von 1993 bis 2005 in der NBA aktiv war.

## Karriere

### High School und College
Jamal Mashburn besuchte in seiner Jugend die Cardinal Hayes High School in seiner Geburtsstadt New York im Stadtteil Bronx. Danach studierte er an der University of Kentucky und spielte dort im College-Team Wildcats. Er wurde früh zu einem der wichtigsten Spieler seines Teams und wurde in seinem dritten Studienjahr in das Consensus First Team All-American gewählt.

### NBA
Im NBA-Draft von 1993 wurde Mashburn an vierter Stelle von den Dallas Mavericks ausgewählt. Zu Beginn seiner Karriere gehörte er zusammen mit Jason Kidd und Jim Jackson zu den Leistungsträgern des Teams. Nach seiner Debütsaison wurde Mashburn 1994 in das NBA All-Rookie First Team berufen. In seinem zweiten Profijahr erzielte er durchschnittlich 24,1 Punkte pro Spiel und gehörte zu den aufstrebendsten Jung-Stars der Liga. Er war der jüngste Spieler der je die 50-Punkte-Marke in einem Spiel überboten hat – mittlerweile wurde dieser Rekord von Brandon Jennings eingestellt. Aufgrund einer schweren Verletzung absolvierte er in der Saison 1995/96 nur 18 Spiele. Trotz seiner persönlich sehr guten Leistungen waren die Mavericks zu dieser Zeit nicht mal Play-off-Kandidat.
Im Februar 1997 wurde er im Tauchsch gegen Sasha Danilovic, Martin Muursepp und Kurt Thomas zu den Miami Heat transferiert. Hier verbrachte er an der Seite von Alonzo Mourning und Tim Hardaway drei Jahre, ehe er im August 2000 in einem neun Spieler umfassenden Trade mit P.J. Brown, Rodney Buford, Tim James und Otis Thorpe gegen Ricky Davis, Dale Ellis, Eddie Jones und Anthony Mason zu den Charlotte Hornets getauscht wurde.
Bei den Hornets blühte Mashburn noch einmal richtig auf und erzielte in den vier Spielzeiten für die Hornets regelmäßig über 20 Punkte pro Spiel. 2003 wurde er aufgrund seiner Leistungen ins NBA All-Star Game eingeladen. Mashburn verletzte sich jedoch schwer am Knie und fiel die gesamte Saison 2004–05 aus. Zum Ende seiner Karriere im Februar 2005 wurde Mashburn, im Austausch mit Rodney Rogers für Glenn Robinson zu den Philadelphia 76ers transferiert. Er beendete kurz nach dem Transfer seine Karriere, im Alter von 32 Jahren, aufgrund chronischer Kniebeschwerden.
In seiner zwölfjährigen NBA-Karriere erreichte Mashburn einen Schnitt von 19,1 Punkten, 5,4 Rebounds und 4,0 Assists pro Spiel.

### Erfolge und Auszeichnungen
- NBA All-Star, 2003
- All-NBA Third Team, 2003
- NBA All-Rookie First Team, 1994
- Consensus First Team All-American, 1993
- Southeastern Conference Player of the Year, 1993
  - Southeastern Conference Athlete of the Year, 1993
- NBA Player of the Month, Februar 2003

## Sonstiges
Nach seinem Karriereende arbeitete Mashburn von 2006 bis 2010 beim US-amerikanischen Radiosender ESPN als Analyst für NBA-Spiele und saß im Vorstand der „Central Bank & Trust Company“. Als Geschäftsmann investiert er sein Geld in vielen Bereichen, so gehören ihm 38 „Outback Steakhouse“-Restaurants, 32 „Papa John’s Pizza“-Restaurants, drei „Dunkin’ Donuts“-Läden, Autohäuser der Marken Toyota und Lexus, Immobilien und Beteiligungen im Pferderennsport. Er engagiert sich ebenfalls in sozialen Projekten, wie dem „Mashburn Scholarship Fund“ an der University of Kentucky, sowie in „The MAP Foundation“ und der „Mashburn Family Foundation“, bei denen er Gründungsmitglied und Stifter ist. Er ist Vorstandsmitglied der „National Forest Foundation“.